# Avista
Avista (a vista) är latin och betyder 'vid uppvisandet'. Uttrycket har flera användningar, framför allt inom olika ekonomiska områden.

## Bankkonton
Avistakonton är bankkonton där innehavaren har omedelbar tillgång till insatt kapital, exempelvis lönekonton och transaktionskonton.

## Skuldebrev
Avista betyder att exempelvis ett skuldebrev skall betalas omgående. Avistaskuldebrev är exempelvis vanliga sedlar, checkar och vissa växlar, exempelvis postväxlar. De flesta vanliga skuldebrev har ett fastställt betalningsdatum.

## Finansmarknader
Avista inom aktievärlden innebär i princip ett vanligt köp direkt; motsatsen är köp på termin. Termen används vid affärer i aktier, andra värdepapper och även andra tillgångar som handlas som terminer på finansmarknader. Avistakursen respektive avistapriset är den kurs eller det pris som värdepapperet respektive tillgången har just nu på marknaden vid direkt leverans, till skillnad från terminskursen som avser en affär där betalning och leverans sker i framtiden.

## Råvarumarknader
Vid avistahandel på råvarumarknader levereras varan vid köptillfället. Ett exempel på avistahandel är spotaffärer på den nordiska elbörsen organiserad av Nord Pool. Motsatsen är terminshandel.